# Deilocerus coelhoi
Deilocerus coelhoi is een krabbensoort uit de familie van de Cyclodorippidae. De wetenschappelijke naam van de soort is voor het eerst geldig gepubliceerd in 1998 door O. Campos & Melo.